# St. Veit und Michael (Heiligenstadt)

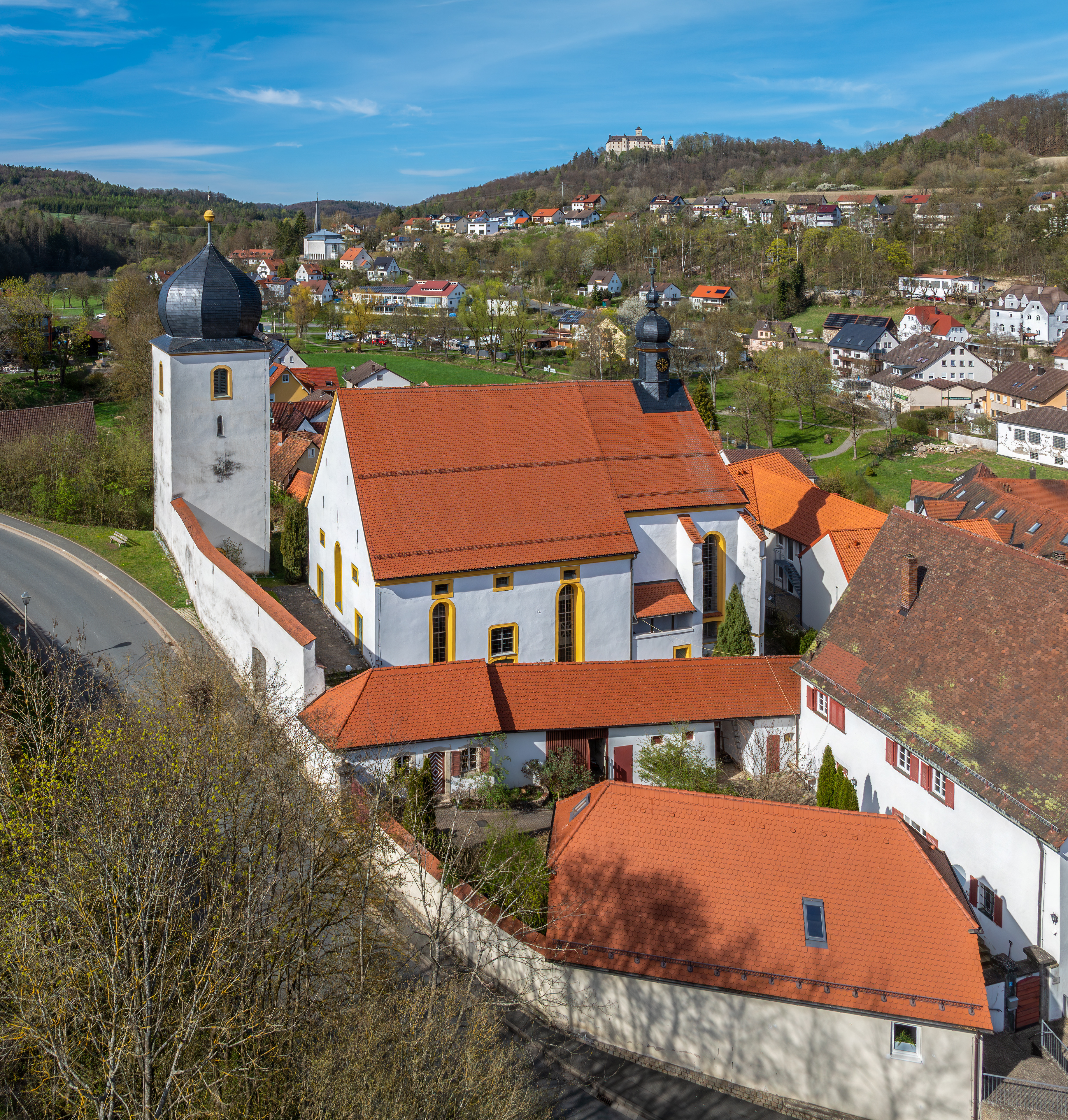
Heiligenstadt mit evangelischer Kirche

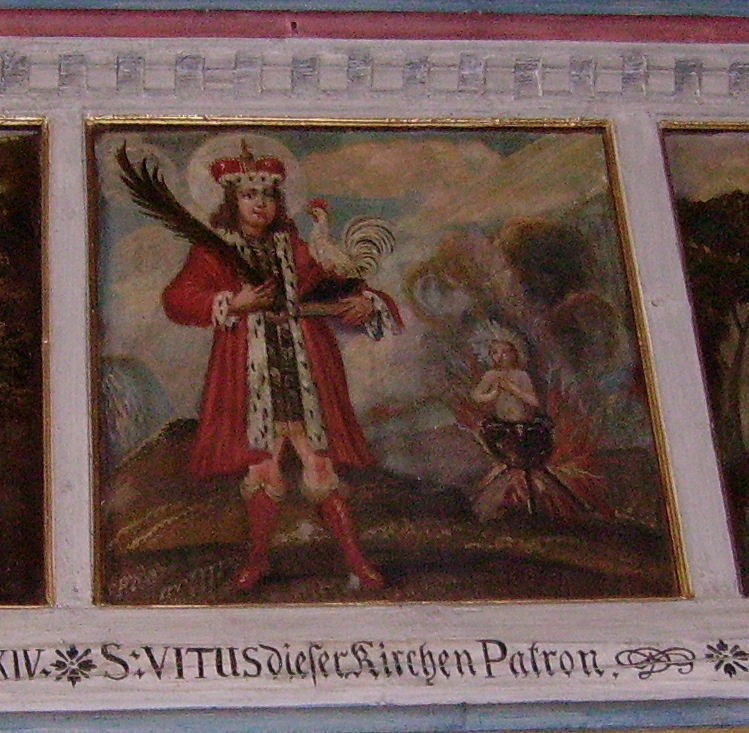
Kirchenpatron St. Veit

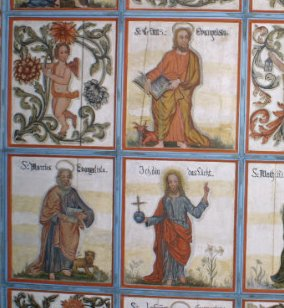
Deckengemälde in der Kirche

Die spätgotische St.-Veit-und-St.-Michaels-Kirche ist die evangelisch-lutherische Pfarrkirche des oberfränkischen Marktortes Heiligenstadt.

## Lage
Der frei stehende Glockenturm steht auf den Resten einer früheren Burg.

## Geschichte
Die St.-Veit-und-St.-Michaels-Kirche geht auf eine frühere Zehntscheune zurück. Die Reste der Kirchhofmauer weisen auf eine ehemalige Wehrkirche hin. Betont wird dies durch den frei stehenden Glockenturm.
Die Stiftungsurkunde aus dem Jahr 1168 ist der älteste Nachweis eines Kirchengebäudes. Über die damalige Bauausführung ist nichts bekannt.

### Chronologie
- 1582 Heiligenstadt wird evangelisch
- 1634 Zerstörung von Kirche und Ort
- 1652–1682 Wiederaufbau der Kirche als evangelische Kirche mit reformatorischen Merkmalen
- 1652 Triumphbogen
- 1653 Langhaus und Decke
- 1654 untere Empore und Edelempore
- 1655 Dachstuhl
- 1656 Chorgewölbe
- 1661 Altar mit Bild der Geißelung und Kruzifix
- 1662–1665 Eindecken der Dächer
- 1669 Bemalung der Edelempore
- 1671 barocke Turmhaube
- 1677 obere Empore
- 1692 Familie von Stauffenberg erhält das Lehen nach dem Aussterben der Herren von Streitberg
- 1716 Bemalung der Decke und der oberen Empore
- 1718 Bemalung der unteren Empore
- 1804 Versetzung des Altars, Empore im Chor für die vom Bamberger Dominikanerkloster gekaufte Orgel
- 1987–1988 gründliche Innen- und Außenrenovierung

## Ausstattung
Das Langhaus überrascht durch eine reiche Bemalung mit biblischen Szenen. Die Decke enthält auf 100 Feldern außer Engeln mit den Leidenswerkzeugen und Ornamenten, Christus, umgeben von den vier Evangelisten und seinen Aposteln mit ihren Attributen. Die Emporenbrüstungen zeigen Bilder, die aus der Bilderbibel bekannt waren.

### Malerei
Eine Inschrift über dem Triumphbogen zwischen Langhaus und Chor lautet:

„Dem Allerhöchsten Zu Ehren wurde dieses Gotteshauß anno 1716 Zum ersten gemahlet Die Vorsteher deßelben waren Zu der Zeit Herr Johann Philipp Knab, Pfarrer, Herr georg Albrecht Schatz organist, meister Heinrich Zeitler, bürger und bäker, und meister Johann Pfeiffer, bürger und büttner, als die 2 Pfleger alhier – renoviret 1891.“